# Linia kolejowa nr 933
Linia kolejowa nr 933 – jednotorowa, częściowo zelektryfikowana linia kolejowa znaczenia miejscowego, łącząca stację Chmielów ze stacją Machów.
Linia umożliwia eksploatację bocznic na Machowie, w tym lokomotywownia, hala napraw oraz myjnia wagonów.